# Swiss Arms
SAN Swiss Arms AG es un fabricante suizo de armas de fuego. Era conocida como SIG Arms AG hasta el año 2000 cuando fue adquirida por los inversores alemanes Michael Lüke y Thomas Ortmeier a la compañía madre Schweizerische Industrie Gesellschaft (SIG).

## Productos
Fusiles
- SIG SG 510
- SIG SG 540
- SIG SG 550. Fusil reglamentario del Ejército Suizo y ha sido exportado a varios países.
- SIG SG 551
- SIG SG 552
- SIG SG 553
- SIG SG 751

Lanza granadas
- SIG GLG
- SIG GL 5340